# Eishockey-Weltmeisterschaft der Frauen 2025
Die 27. Eishockey-Weltmeisterschaft der Frauen der Internationalen Eishockey-Föderation IIHF waren die Eishockey-Weltmeisterschaften des Jahres 2025. Das Turnier der Top-Division findet vom 9. bis 20. April 2025 in der tschechischen Stadt Budweis (České Budějovice) statt. Insgesamt nahmen zwischen dem 13. Februar und dem 20. April 2025 45 Nationalmannschaften an den sieben Turnieren der Top-Division sowie den Divisionen I, II und III teil.
Den Weltmeistertitel sicherte sich zum elften Mal insgesamt die Mannschaft aus den USA, die im Finale Kanada mit 4:3 in der Verlängerung besiegte. Den Bronzerang sicherte sich Finnland mit dem gleichen Ergebnis über Tschechien. Die Schweiz und die deutsche Mannschaft belegten den fünften und achten Rang. Das Team aus Österreich beendete das Turnier der Division IA auf dem ersten Platz und stieg damit erstmals in die Top-Division auf.

## Teilnehmer, Austragungsorte und -zeiträume
Aufgrund des russischen Überfalls auf die Ukraine war der russische Verband wie in den Vorjahren von allen Turnieren ausgeschlossen.
- Top-Division: 9. bis 20. April 2025 in Budweis, Tschechien
Teilnehmer:  Deutschland,  Finnland,  Japan,  Kanada (Titelverteidiger),  Norwegen (Aufsteiger),  Schweden,  Schweiz,  Tschechien,  Ungarn (Aufsteiger),  USA

- Division I
  - Gruppe A: 13. bis 19. April 2025 in Shenzhen, Volksrepublik China
Teilnehmer:  Volksrepublik China (Absteiger),  Dänemark (Absteiger),  Frankreich,  Niederlande,  Österreich,  Slowakei (Aufsteiger)
  - Gruppe B: 9. bis 15. April 2025 in Dumfries, Schottland, Großbritannien
Teilnehmer:  Großbritannien,  Italien,  Kasachstan (Aufsteiger),  Lettland,  Slowenien,  Südkorea (Absteiger)

- Division II
  - Gruppe A: 7. bis 13. April 2025 in Bytom, Polen
Teilnehmer:  Republik China (Taiwan),  Island,  Mexiko,  Nordkorea (Aufsteiger),  Polen (Absteiger),  Spanien
  - Gruppe B: 14. bis 20. April 2025 in Dunedin, Neuseeland
Teilnehmer:  Australien,  Belgien (Absteiger),  Hongkong (Aufsteiger),  Neuseeland,  Türkei,  Ukraine (Aufsteiger)

- Division III
  - Gruppe A: 2. bis 8. März 2025 in Belgrad, Serbien
Teilnehmer:  Kroatien,  Litauen,  Rumänien,  Serbien,  Südafrika (Absteiger),  Thailand (Aufsteiger)
  - Gruppe B: 13. bis 18. Februar 2025 in Sarajevo, Bosnien und Herzegowina
Teilnehmer:  Bosnien und Herzegowina,  Bulgarien (Absteiger),  Estland,  Israel,  Singapur

## Top-Division
Die Top-Division der Weltmeisterschaft fand vom 9. bis 20. April 2025 in der tschechischen Stadt Budweis (České Budějovice) statt. Gespielt wurde in der Budvar Aréna, die 5.870 Zuschauern Platz bietet. Den Titel sicherte sich die USA durch einen 4:3-Sieg gegen Kanada. Den dritten Platz belegte Finnland. Mit 122.331 Zuschauern in den 29 Turnierspielen wurde ein neuer Zuschauerrekord für eine Frauen-Weltmeisterschaft aufgestellt.
Am Turnier nahmen zehn Nationalmannschaften teil, die in zwei leistungsmäßig abgestuften Gruppen zu je fünf Teams spielten. Die Gruppeneinteilung wurde auf Basis der nach Abschluss der Weltmeisterschaft 2024 aktuellen IIHF-Weltrangliste festgelegt:
| Gruppe A   | Gruppe B    |
| Kanada     | Deutschland |
| USA        | Schweden    |
| Finnland   | Japan       |
| Tschechien | Norwegen    |
| Schweiz    | Ungarn      |

### Modus

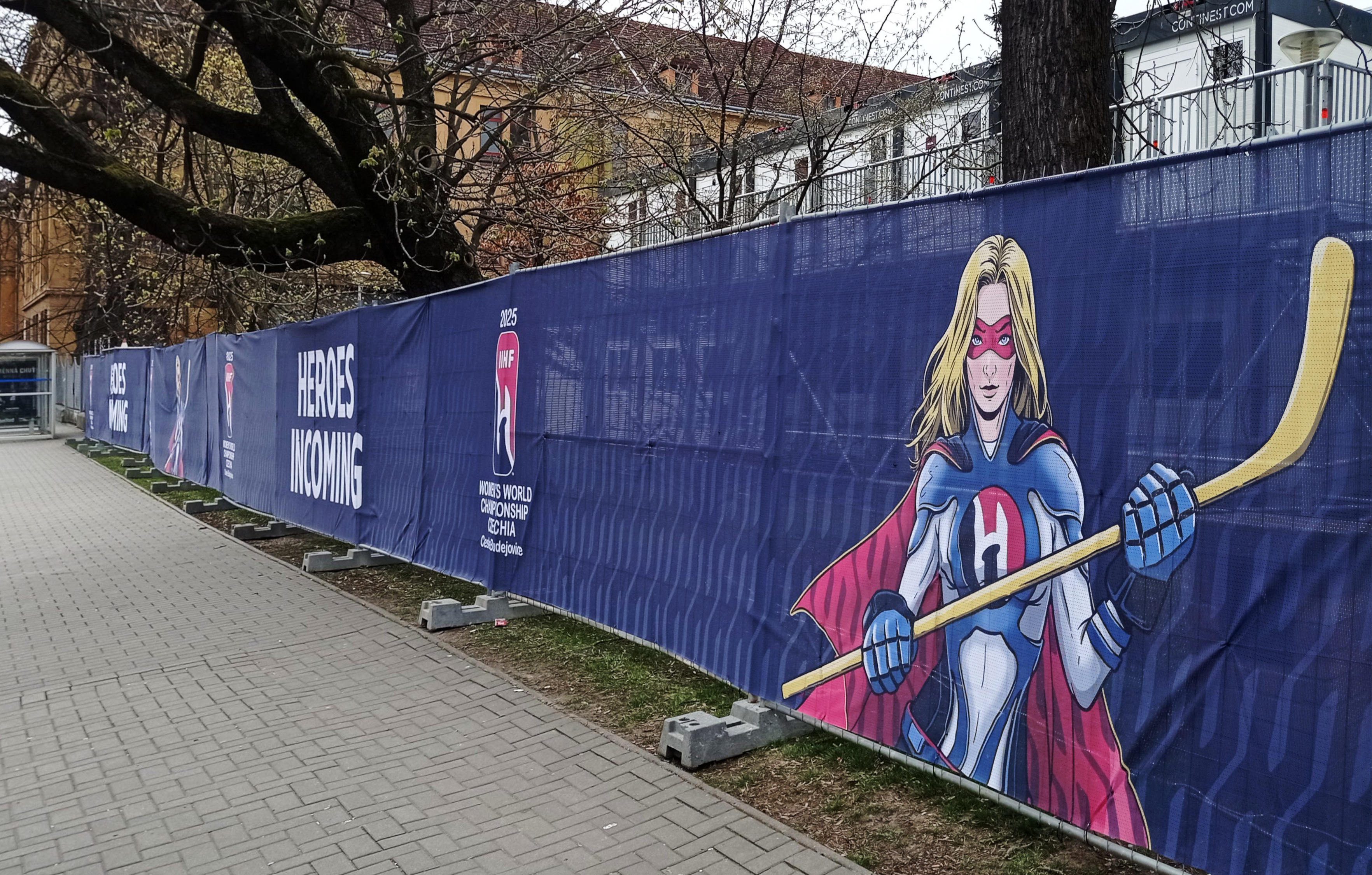
Das Motto „Heroes Incoming“ der Weltmeisterschaft auf einem Banner vor der Budvar Aréna

Die zehn Teilnehmer wurden in zwei leistungsmäßig abgestufte Gruppen à fünf Mannschaften eingeteilt. Alle Mannschaften bestritten zunächst vier Spiele, woraufhin sich nach der Vorrunde alle fünf Teams der Gruppe A sowie die drei punktbesten Mannschaften der Gruppe B für das Viertelfinale qualifizierten. Die beiden letztplatzierten Mannschaften der Gruppe B stiegen in die Division IA ab.
Die Teams im Viertelfinale bestritten je ein Qualifikationsspiel zur Halbfinalteilnahme. Die Sieger der beiden Halbfinalspiele qualifizierten sich für das Finale. Das Spiel um den fünften Platz – und damit die Qualifikation für die Gruppe A im Folgejahr – absolvierten die beiden bestplatzierten Teams, die nicht das Halbfinale erreichten.

### Austragungsort
| \| Budweis \|                        |
| Austragungsort der Weltmeisterschaft |
| Budweis                              |

| Budweis |

### Vorrunde

#### Gruppe A
| 9. April 2025 15:00 Uhr (Ortszeit) | Finnland P. Nieminen (28:03) | 1:7 (0:3, 1:2, 0:2) Spielbericht | USA H. Scamurra (2:44) H. Scamurra (5:39) K. Pannek (11:58) L. Stecklein (20:55) H. Knight (28:19) T. Heise (41:45) K. Pannek (42:07) | Budvar Aréna, Budweis Zuschauer: 5.132 |

| 9. April 2025 19:00 Uhr | Tschechien K. Hymlárová (4:47) K. Kaltounková (19:47) T. Pištěková (27:41) | 3:0 (2:0, 1:0, 0:0) Spielbericht | Schweiz | Budvar Aréna, Budweis Zuschauer: 5.859 |

| 10. April 2025 19:00 Uhr | Kanada J. Gardiner (6:02) E. Shelton (12:22) M.-P. Poulin (17:12) J. Gardiner (20:18) E. Maltais (51:14) | 5:0 (3:0, 1:0, 1:0) Spielbericht | Finnland | Budvar Aréna, Budweis Zuschauer: 1.128 |

| 11. April 2025 15:00 Uhr | Schweiz | 0:4 (0:1, 0:3, 0:0) Spielbericht | Kanada M. Zandee-Hart (12:26) N. Spooner (27:14) L. Stacey (29:06) D. Watts (29:46) | Budvar Aréna, Budweis Zuschauer: 5.398 |

| 11. April 2025 19:00 Uhr | USA A. Murphy (14:52) A. Murphy (26:58) H. Knight (42:28) A. Carpenter (47:22) | 4:0 (1:0, 1:0, 2:0) Spielbericht | Tschechien | Budvar Aréna, Budweis Zuschauer: 5.859 |

| 12. April 2025 19:00 Uhr | Finnland E. Suoranta (26:29) R. Savolainen (29:23) J. Schalin (46:20) E. Holopainen (51:01) | 4:2 (0:1, 2:0, 2:1) Spielbericht | Tschechien T. Vanišová (11:55) K. Kaltounková (57:57) | Budvar Aréna, Budweis Zuschauer: 5.859 |

| 13. April 2025 19:00 Uhr | Kanada L. Stacey (46:50) | 1:2 (0:1, 0:1, 1:0) Spielbericht | USA L. Stecklein (10:36) M. Keller (32:22) | Budvar Aréna, Budweis Zuschauer: 5.538 |

| 14. April 2025 15:00 Uhr | Schweiz A. Müller (29:33) | 1:2 (0:1, 1:1, 0:0) Spielbericht | Finnland R. Savolainen (10:13) M. Karvinen (27:47) | Budvar Aréna, Budweis Zuschauer: 5.209 |

| 14. April 2025 19:00 Uhr | Tschechien A. Šapovalivová (5:25) | 1:7 (1:1, 0:1, 0:5) Spielbericht | Kanada M.-P. Poulin (3:20) M.-P. Poulin (27:13) D. Watts (45:42) K. O’Neill (46:09) J. Gardiner (46:40) K. O’Neill (48:05) S. Jaques (54:17) | Budvar Aréna, Budweis Zuschauer: 5.859 |

| 15. April 2025 19:00 Uhr | USA T. Janecke (11:23) K. Coyne (12:37) T. Janecke (15:05) C. Harvey (39:59) K. Coyne (58:41) | 5:0 (3:0, 1:0, 1:0) Spielbericht | Schweiz | Budvar Aréna, Budweis Zuschauer: 2.981 |

| Pl. |            | Sp | S | OTS | OTN | N | Tore  | Punkte |
| 1.  | USA        | 4  | 4 | 0   | 0   | 0 | 18:02 | 12     |
| 2.  | Kanada     | 4  | 3 | 0   | 0   | 1 | 17:03 | 9      |
| 3.  | Finnland   | 4  | 2 | 0   | 0   | 2 | 07:15 | 6      |
| 4.  | Tschechien | 4  | 1 | 0   | 0   | 3 | 06:15 | 3      |
| 5.  | Schweiz    | 4  | 0 | 0   | 0   | 4 | 01:14 | 0      |

Abkürzungen: Pl. = Platz, Sp = Spiele, S = Siege, OTS = Siege nach Verlängerung (Overtime) oder Penaltyschießen, OTN = Niederlagen nach Verlängerung oder Penaltyschießen, N = Niederlagen

Erläuterungen: Viertelfinalqualifikant

#### Gruppe B
| 9. April 2025 11:00 Uhr (Ortszeit) | Schweden H. Thuvik (10:34) M. Hallin (28:20) A. Kjelbin (42:13) T. Johansson (43:08) H. Olsson (58:53) | 5:2 (1:0, 1:1, 3:1) Spielbericht | Deutschland Lu. Welcke (33:18) E. Nix (50:04) | Budvar Aréna, Budweis Zuschauer: 4.207 |

| 10. April 2025 11:00 Uhr | Japan A. Hosoyamada (4:51) R. Ukita (13:38) M. Miura (24:40) Rir. Noro (36:01) Ak. Shiga (48:05) | 5:2 (2:2, 2:0, 1:0) Spielbericht | Norwegen A. Dalen (2:05) M. Brunvold (15:53) | Budvar Aréna, Budweis Zuschauer: 3.314 |

| 10. April 2025 15:00 Uhr | Schweden L. Johansson (38:59) L. Ljungblom (55:37) | 2:0 (0:0, 1:0, 1:0) Spielbericht | Ungarn | Budvar Aréna, Budweis Zuschauer: 1.295 |

| 11. April 2025 11:00 Uhr | Ungarn | 0:2 (0:1, 0:0, 0:1) Spielbericht | Japan Y. Wajima (19:37) Ak. Shiga (59:52) | Budvar Aréna, Budweis Zuschauer: 2.139 |

| 12. April 2025 15:00 Uhr | Norwegen M. Fischer (18:57) A. Dalen (31:24) | 2:5 (1:2, 1:2, 0:1) Spielbericht | Deutschland C. Haider (7:29) F. Feldmeier (17:47) J. Schiefer (22:01) K. Jobst-Smith (39:44) Li. Welcke (59:18) | Budvar Aréna, Budweis Zuschauer: 5.435 |

| 13. April 2025 11:00 Uhr | Ungarn | 0:3 (0:0, 0:2, 0:1) Spielbericht | Norwegen A. Furulund (20:56) E. Bergesen (29:46) M. Sirum (59:15) | Budvar Aréna, Budweis Zuschauer: 1.811 |

| 13. April 2025 15:00 Uhr | Japan | 0:2 (0:1, 0:0, 0:1) Spielbericht | Schweden P. Bergström (16:57) H. Thuvik (44:33) | Budvar Aréna, Budweis Zuschauer: 3.051 |

| 14. April 2025 11:00 Uhr | Deutschland N. Hadraschek-Eisenschmid (33:16) N. Jobst-Smith (45:38) L. Kluge (49:00) N. Hadraschek-Eisenschmid (58:01) | 4:1 (0:0, 1:1, 3:0) Spielbericht | Ungarn E. Kreisz (36:16) | Budvar Aréna, Budweis Zuschauer: 3.415 |

| 15. April 2025 11:00 Uhr | Norwegen | 0:8 (0:2, 0:3, 0:3) Spielbericht | Schweden M. Hallin (6:44) L. Ljungblom (14:24) E. Hedqvist (20:18) J. Raunio (25:10) J. Bouveng (31:39) E. Hedqvist (46:26) H. Svensson (52:51) E. Hedqvist (57:44) | Budvar Aréna, Budweis Zuschauer: 5.217 |

| 15. April 2025 11:00 Uhr | Deutschland | 0:1 (0:0, 0:1, 0:0) Spielbericht | Japan R. Ukita (25:11) | Budvar Aréna, Budweis Zuschauer: 1.703 |

| Pl. |             | Sp | S | OTS | OTN | N | Tore  | Punkte |
| 1.  | Schweden    | 4  | 4 | 0   | 0   | 0 | 17:02 | 12     |
| 2.  | Japan       | 4  | 3 | 0   | 0   | 1 | 08:04 | 9      |
| 3.  | Deutschland | 4  | 2 | 0   | 0   | 2 | 11:09 | 6      |
| 4.  | Norwegen    | 4  | 1 | 0   | 0   | 3 | 07:18 | 3      |
| 5.  | Ungarn      | 4  | 0 | 0   | 0   | 4 | 01:11 | 0      |

Abkürzungen: Pl. = Platz, Sp = Spiele, S = Siege, OTS = Siege nach Verlängerung (Overtime) oder Penaltyschießen, OTN = Niederlagen nach Verlängerung oder Penaltyschießen, N = Niederlagen

Erläuterungen: Viertelfinalqualifikant, Absteiger in die Division IA

### Finalrunde
|  | Viertelfinale                                          | Viertelfinale | Viertelfinale |    | Halbfinale | Halbfinale | Halbfinale       |          |   | Finale | Finale | Finale |
|  |                                                        |               |               |    |            |            |                  |          |   |        |        |        |
|  | A1                                                     | USA           | 3             |    |            |            |                  |          |   |        |        |        |
|  | B3                                                     | Deutschland   | 0             |    |            |            |                  |          |   |        |        |        |
|  | B3                                                     | Deutschland   | 0             | A1 | USA        | 2          |                  |          |   |        |        |        |
|  |                                                        |               |               | A1 | USA        | 2          |                  |          |   |        |        |        |
|  | A4                                                     | Tschechien    | 1             |    |            |            |                  |          |   |        |        |        |
|  | A4                                                     | Tschechien    | 1             | A2 | Kanada     | 9          |                  |          |   |        |        |        |
|  |                                                        |               |               | A2 | Kanada     | 9          |                  |          |   |        |        |        |
|  | B2                                                     | Japan         | 1             |    |            |            |                  |          |   |        |        |        |
|  | B2                                                     | Japan         | 1             | A1 | USA        | 4          |                  |          |   |        |        |        |
|  | (Die Teams werden nach dem Viertelfinale neu gesetzt.) |               |               | A1 | USA        | 4          |                  |          |   |        |        |        |
|  |                                                        | A2            | Kanada        | 3  |            |            |                  |          |   |        |        |        |
|  | A3                                                     | A2            | Kanada        | 3  | Finnland   | 3          |                  |          |   |        |        |        |
|  | A3                                                     |               |               |    | Finnland   | 3          |                  |          |   |        |        |        |
|  | B1                                                     | Schweden      | 2             |    |            |            |                  |          |   |        |        |        |
|  | B1                                                     | Schweden      | 2             | A2 | Kanada     | 8          |                  |          |   |        |        |        |
|  |                                                        |               |               | A2 | Kanada     | 8          | Spiel um Platz 3 |          |   |        |        |        |
|  | A3                                                     | Finnland      | 1             |    |            |            |                  |          |   |        |        |        |
|  | A3                                                     | Finnland      | 1             | A4 | Tschechien | 7          | A3               | Finnland | 4 |        |        |        |
|  |                                                        |               |               | A4 | Tschechien | 7          | A3               | Finnland | 4 |        |        |        |
|  | A5                                                     | Schweiz       | 0             | A4 | Tschechien | 3          |                  |          |   |        |        |        |

#### Viertelfinale
| 17. April 2025 10:00 Uhr (Ortszeit) | Finnland J. Nylund (8:35) R. Savolainen (17:15) S. Tapani (31:46) | 3:2 (2:0, 1:2, 0:0) Spielbericht | Schweden E. Hedqvist (20:50) J. Bouveng (25:54) | Budvar Aréna, Budweis Zuschauer: 2.594 |

| 17. April 2025 13:30 Uhr | USA K. Pannek (5:36) L. Eden (10:50) A. Carpenter (38:53) | 3:0 (2:0, 1:0, 0:0) Spielbericht | Deutschland | Budvar Aréna, Budweis Zuschauer: 2.958 |

| 17. April 2025 17:00 Uhr | Tschechien D. Pejšová (11:47) N. Mlýnková (13:15) T. Vanišová (13:40) K. Kaltounková (18:13) D. Křížová (19:48) N. Mlýnková (48:15) N. Mlýnková (53:41) | 7:0 (5:0, 0:0, 2:0) Spielbericht | Schweiz | Budvar Aréna, Budweis Zuschauer: 5.859 |

| 17. April 2025 20:30 Uhr | Kanada C. Thompson (13:42) J. Gardiner (16:38) E. Shelton (31:30) S. Fillier (33:56) J. Gosling (34:44) J. Gardiner (42:52) S. Fillier (52:22) E. Clark (53:10) S. Jaques (59:00) | 9:1 (2:0, 3:1, 4:0) Spielbericht | Japan M. Miura (30:00) | Budvar Aréna, Budweis Zuschauer: 4.877 |

#### Spiel um Platz 5
| 19. April 2025 11:00 Uhr | Schweiz R. Enzler (17:45) L. Stalder (35:15) R. Enzler (39:57) | 3:2 (1:1, 2:1, 0:0) Spielbericht | Schweden E. Hedqvist (15:36) L. Johansson (29:43) | Budvar Aréna, Budweis Zuschauer: 3.274 |

#### Halbfinale
| 19. April 2025 15:00 Uhr | USA L. Edwards (28:56) K. Pannek (48:26) | 2:1 (0:1, 1:0, 1:0) Spielbericht | Tschechien T. Plosová (15:28) | Budvar Aréna, Budweis Zuschauer: 5.859 |

| 19. April 2025 19:00 Uhr | Kanada E. Ambrose (2:28) M.-P. Poulin (14:44) D. Watts (37:18) D. Watts (38:17) E. Clark (38:30) D. Serdachny (39:16) C. Thompson (44:56) S. Nurse (51:25) | 8:1 (2:1, 4:0, 2:0) Spielbericht | Finnland M. Karvinen (0:46) | Budvar Aréna, Budweis Zuschauer: 5.273 |

#### Spiel um Platz 3
| 20. April 2025 14:00 Uhr | Finnland E. Suoranta (36:26) E. Holopainen (41:06) E. Holopainen (58:27) J. Nylund (64:52) | 4:3 n. V. (0:2, 1:1, 2:0, 1:0) Spielbericht | Tschechien K. Kaltounková (2:48) N. Mlýnková (12:53) D. Lásková (30:42) | Budvar Aréna, Budweis Zuschauer: 5.859 |

#### Finale
| 20. April 2025 18:00 Uhr | USA C. Harvey (27:16) A. Murphy (27:45) T. Heise (45:27) T. Janecke (77:06) | 4:3 n. V. (0:0, 2:2, 1:1, 1:0) Spielbericht | Kanada D. Serdachny (28:37) J. Gardiner (29:32) S. Fillier (54:12) | Budvar Aréna, Budweis Zuschauer: 5.369 |

### Statistik

#### Beste Scorerinnen
Abkürzungen: Sp = Spiele, T = Tore, V = Assists, Pkt = Punkte, +/− = Plus/Minus, SM = Strafminuten; Fett: Turnierbestwert
| Spieler             | Mannschaft | Sp | T | V | Pkt | +/− | SM |
| ------------------- | ---------- | -- | - | - | --- | --- | -- |
| Marie-Philip Poulin | Kanada     | 7  | 4 | 8 | 12  | +9  | 2  |
| Jennifer Gardiner   | Kanada     | 7  | 6 | 4 | 10  | +13 | 0  |
| Hilary Knight       | USA        | 7  | 2 | 7 | 9   | +3  | 0  |
| Kelly Pannek        | USA        | 7  | 4 | 4 | 8   | +8  | 0  |
| Alex Carpenter      | USA        | 7  | 2 | 6 | 8   | +2  | 0  |
| Laura Stacey        | Kanada     | 7  | 2 | 6 | 8   | +8  | 4  |
| Renata Fast         | Kanada     | 7  | 0 | 8 | 8   | +11 | 4  |
| Linnéa Johansson    | Schweden   | 6  | 2 | 5 | 7   | +8  | 2  |
| Claire Thompson     | Kanada     | 6  | 2 | 5 | 7   | +7  | 4  |
| Ebba Hedqvist       | Schweden   | 6  | 5 | 1 | 6   | +6  | 2  |

#### Beste Torhüterinnen
Abkürzungen: Sp = Spiele, Min = Eiszeit (in Minuten), GT = Gegentore, SO = Shutouts, Sv% = gehaltene Schüsse (in %), GTS = Gegentorschnitt; Fett: Turnierbestwert
| Spieler            | Mannschaft | Sp | Min    | GT | SO | GTS  | Sv%   |
| ------------------ | ---------- | -- | ------ | -- | -- | ---- | ----- |
| Kristen Campbell   | Kanada     | 3  | 180:00 | 2  | 1  | 0,67 | 95,92 |
| Aerin Frankel      | USA        | 5  | 284:35 | 5  | 1  | 1,05 | 94,51 |
| Emma Söderberg     | Schweden   | 5  | 297:16 | 8  | 2  | 1,61 | 92,66 |
| Ann-Renée Desbiens | Kanada     | 4  | 256:31 | 7  | 1  | 1,64 | 92,63 |
| Miyuu Masuhara     | Japan      | 5  | 298:03 | 13 | 2  | 2,62 | 92,61 |

### Abschlussplatzierungen
Die Platzierungen ergaben sich nach folgenden Kriterien:
- Plätze 1 bis 4: Ergebnisse im Finale sowie im Spiel um Platz 3
- Plätze 5 bis 6: Ergebnisse im  Spiel um Platz 5
- Plätze 7 bis 8 (Verlierer der Platzierungsspiele): nach Gruppenzugehörigkeit, dann Platzierung, dann Punkten, dann Tordifferenz in der Vorrunde
- Plätze 9 bis 10: nach Platzierung in der Vorrunde

| Pl. | Team        |
| --- | ----------- |
| 1   | USA         |
| 2   | Kanada      |
| 3   | Finnland    |
| 4   | Tschechien  |
| 5   | Schweiz     |
| 6   | Schweden    |
| 7   | Japan       |
| 8   | Deutschland |
| 9   | Norwegen    |
| 10  | Ungarn      |

### Titel, Auf- und Abstieg
| Weltmeister USA | Cayla Barnes, Alex Carpenter, Jesse Compher, Kendall Coyne, Britta Curl-Salemme, Joy Dunne, Lacey Eden, Laila Edwards, Aerin Frankel, Savannah Harmon, Caroline Harvey, Taylor Heise, Tessa Janecke, Megan Keller, Hilary Knight, Ava McNaughton, Abbey Murphy, Kelly Pannek, Gwyneth Philips, Hayley Scamurra, Kirsten Simms, Lee Stecklein, Anna Wilgren, Grace Zumwinkle Cheftrainer: John Wroblewski Assistenztrainer: Alli Altmann, Shari Dickerman, Brent Hill, Josh Sciba |

| Silber Kanada | Erin Ambrose, Kristen Campbell, Emily Clark, Ann-Renée Desbiens, Renata Fast, Sarah Fillier, Ève Gascon, Jennifer Gardiner, Julia Gosling, Sophie Jaques, Brianne Jenner, Jocelyne Larocque, Emma Maltais, Sarah Nurse, Kristin O’Neill, Marie-Philip Poulin, Chloe Primerano, Danielle Serdachny, Ella Shelton, Natalie Spooner, Laura Stacey, Claire Thompson, Blayre Turnbull, Darryl Watts, Micah Zandee-Hart Cheftrainer: Troy Ryan Assistenztrainer: Kori Cheverie, Brad Kirkwood, Caroline Ouellette, Britni Smith |

| Bronze Finnland | Sanni Ahola, Emma Ekoluoma, Ada Eronen, Elisa Holopainen, Michelle Karvinen, Anni Keisala, Oona Koukkula, Ida Kuoppala, Emilia Kyrkko, Nelli Laitinen, Julia Liikala, Petra Nieminen, Jenniina Nylund, Krista Parkkkonen, Sanni Rantala, Ronja Savolainen, Julia Schalin, Sofianna Sundelin, Ellia Suoranta, Susanna Tapani, Noora Tulus, Viivi Vainikka, Sanni Vanhanen, Emilia Vesa, Siiri Yrjölä Cheftrainer: Juuso Toivola Assistenztrainer: Saara Niemi, Mikko Palsola, Saija Sunnari |

| Absteiger in die Division IA:   | Norwegen, Ungarn     |
| Aufsteiger in die Top-Division: | Österreich, Dänemark |

### Auszeichnungen
Spielertrophäen
| Auszeichnung          | Spieler             | Team               |
| --------------------- | ------------------- | ------------------ |
| Beste Torhüterin      | Aerin Frankel       | Vereinigte Staaten |
| Beste Verteidigerin   | Caroline Harvey     | Vereinigte Staaten |
| Beste Stürmerin       | Marie-Philip Poulin | Kanada             |
| Wertvollste Spielerin | Marie-Philip Poulin | Kanada             |

All-Star-Team
| Angriff:      | Marie-Philip Poulin – Kelly Pannek – Kristýna Kaltounková |
| Verteidigung: | Renata Fast – Ronja Savolainen                            |
| Tor:          | Klára Peslarová                                           |

## Division I

### Gruppe A in Shenzhen, Volksrepublik China
Das Turnier der Gruppe A der Division I wurde vom 13. bis 19. April 2025 in der chinesischen Metropole Shenzhen ausgetragen. Die Spiele fanden im 18.000 Zuschauer fassenden Universiade Center des Shenzhen Bay Sports Center statt. Insgesamt besuchten 9.995 Zuschauer die 15 Turnierspiele, was einem Schnitt von 666 pro Partie entspricht.
Im 16. Jahr in der höchsten Division unterhalb der Top-Division gelang dem österreichischen Team der erstmalige Aufstieg. Die Österreicherinnen sicherten sich den Aufstieg bereits am vorletzten Spieltag. Die einzigen Verlustpunkte mussten die Österreicherinnen gegen den späteren Absteiger aus den Niederlanden hinnehmen, die sie erst im Penaltyschießen besiegten. Die Niederländerinnen stiegen nach vier Jahren in der A-Gruppe wieder in die Division IB ab. Als zweite Mannschaft sicherte sich Dänemark durch einen knappen 1:0-Sieg gegen Mitabsteiger Volksrepublik China der sofortige Wiederaufstieg. Sie profitierten dabei vom gewonnenen direkten Vergleich gegen den punktgleichen Aufsteiger aus der Slowakei.
| 13. April 2025 13:00 Uhr (Ortszeit) | 13. April 2025 7:00 Uhr (MESZ) | Niederlande S. Wielenga (8:08) B. van Nes (21:07) K. Hamers (52:18) | 3:8 (1:3, 1:4, 1:1) Spielbericht | Frankreich E. Duvin (9:19) C. Aurard (15:21) C. Rozier (19:39) E. Nonnenmacher (32:22) E. Duvin (37:02) M. le Scodan (38:37) E. Duvin (39:37) J. Mesplède (49:52) | Shenzhen Universiade Center, Shenzhen Zuschauer: 872 |

| 13. April 2025 16:30 Uhr | 13. April 2025 10:30 Uhr | Österreich A. Fazokas (38:11) A. Meixner (45:14) T. Schafzahl (59:36) | 3:0 (0:0, 1:0, 2:0) Spielbericht | Dänemark | Shenzhen Universiade Center, Shenzhen Zuschauer: 738 |

| 13. April 2025 20:00 Uhr | 13. April 2025 14:00 Uhr | Slowakei L. Šuliková (11:47) J. Hlinková (29:26) E. Tóthová (32:02) N. Nemčeková (35:20) | 4:0 (1:0, 3:0, 0:0) Spielbericht | Volksrepublik China | Shenzhen Universiade Center, Shenzhen Zuschauer: 1.465 |

| 14. April 2025 13:00 Uhr | 14. April 2025 7:00 Uhr | Dänemark M. Sørensen (2:13) F. Foss (2:56) S. Glud (16:27) S. Glud (31:20) S. Glud (34:25) N. Bergmann (52:48) | 6:3 (3:2, 2:0, 1:1) Spielbericht | Niederlande A. Seppenwolde (14:00) E. de Jong (16:59) B. van Nes (54:42) | Shenzhen Universiade Center, Shenzhen Zuschauer: 273 |

| 14. April 2025 16:30 Uhr | 14. April 2025 10:30 Uhr | Frankreich E. Duvin (8:36) | 1:4 (1:0, 0:3, 0:1) Spielbericht | Slowakei E. Leskovjanská (28:07) B. Kapičáková (36:10) L. Halušková (39:10) J. Matejková (52:25) | Shenzhen Universiade Center, Shenzhen Zuschauer: 312 |

| 14. April 2025 20:00 | 14. April 2025 14:00 Uhr | Volksrepublik China | 0:3 (0:1, 0:1, 0:1) Spielbericht | Österreich A. Meixner (8:13) E. Lintner (27:47) A. Fazokas (47:10) | Shenzhen Universiade Center, Shenzhen Zuschauer: 423 |

| 16. April 2025 13:00 Uhr | 16. April 2025 7:00 Uhr | Slowakei H. Fančovičová (14:18) H. Fančovičová (22:38) | 2:3 (1:1, 1:0, 0:2) Spielbericht | Österreich A. Trummer (13:49) A. Meixner (51:04) A. Meixner (59:27) | Shenzhen Universiade Center, Shenzhen Zuschauer: 231 |

| 16. April 2025 16:30 Uhr | 16. April 2025 10:30 Uhr | Dänemark N. Bergmann (59:52) | 1:2 (0:1, 0:0, 1:1) Spielbericht | Frankreich C. Rozier (13:40) C. Rozier (40:29) | Shenzhen Universiade Center, Shenzhen Zuschauer: 263 |

| 16. April 2025 20:00 Uhr | 16. April 2025 14:00 Uhr | Volksrepublik China Qu Y. (39:34) Zhang M. (43:42) | 2:1 (0:1, 1:0, 1:0) Spielbericht | Niederlande K. Collard (2:43) | Shenzhen Universiade Center, Shenzhen Zuschauer: 416 |

| 17. April 2025 13:00 Uhr | 17. April 2025 7:00 Uhr | Dänemark S. Glud (20:36) F. Foss (25:35) | 2:0 (0:0, 2:0, 0:0) Spielbericht | Slowakei | Shenzhen Universiade Center, Shenzhen Zuschauer: 184 |

| 17. April 2025 16:30 Uhr | 17. April 2025 10:30 Uhr | Österreich E. Lintner (33:11) A. Fazokas (45:23) A. Fazokas (63:32) | 3:2 n. V. (0:1, 1:1, 1:0, 1:0) Spielbericht | Niederlande E. de Jong (12:08) B. van Nes (25:34) | Shenzhen Universiade Center, Shenzhen Zuschauer: 211 |

| 17. April 2025 20:00 Uhr | 17. April 2025 14:00 Uhr | Frankreich C. Aurard (7:10) L. Villiot (57:43) E. Duvin (PS) | 3:2 n. P. (1:2, 0:0, 1:0, 0:0, 1:0) Spielbericht | Volksrepublik China Fang X. (0:27) Zhang M. (16:44) | Shenzhen Universiade Center, Shenzhen Zuschauer: 1.343 |

| 19. April 2025 13:00 Uhr | 19. April 2025 7:00 Uhr | Niederlande S. Wielenga (56:14) | 1:4 (0:0, 0:1, 1:3) Spielbericht | Slowakei L. Ištocyová (27:24) B. Kapičáková (40:34) E. Tóthová (50:48) L. Beňáková (51:05) | Shenzhen Universiade Center, Shenzhen Zuschauer: 327 |

| 19. April 2025 16:30 Uhr | 19. April 2025 10:30 Uhr | Frankreich C. Rozier (59:41) | 1:3 (0:0, 0:1, 1:2) Spielbericht | Österreich E. Lintner (24:30) L. Schröfl (46:51) T. Schafzahl (56:14) | Shenzhen Universiade Center, Shenzhen Zuschauer: 411 |

| 19. April 2025 20:00 Uhr | 19. April 2025 14:00 Uhr | Volksrepublik China | 0:1 (0:0, 0:0, 0:1) Spielbericht | Dänemark N. Jensen (53:51) | Shenzhen Universiade Center, Shenzhen Zuschauer: 2.526 |

| Pl. |                     | Sp | S | OTS | OTN | N | Tore  | Punkte |
| 1.  | Österreich          | 5  | 4 | 1   | 0   | 0 | 15:05 | 14     |
| 2.  | Dänemark            | 5  | 3 | 0   | 0   | 2 | 10:08 | 9      |
| 3.  | Slowakei            | 5  | 3 | 0   | 0   | 2 | 14:07 | 9      |
| 4.  | Frankreich          | 5  | 2 | 1   | 0   | 2 | 15:13 | 8      |
| 5.  | Volksrepublik China | 5  | 1 | 0   | 1   | 3 | 04:12 | 4      |
| 6.  | Niederlande         | 5  | 0 | 0   | 1   | 4 | 10:23 | 1      |

Abkürzungen: Pl. = Platz, Sp = Spiele, S = Siege, OTS = Siege nach Verlängerung (Overtime) oder Penaltyschießen, OTN = Niederlagen nach Verlängerung oder Penaltyschießen, N = Niederlagen

Erläuterungen: Aufsteiger in die Top-Division, Absteiger in die Division IB

#### Division-IA-Aufstiegsmannschaften
| Division-IA-Aufsteiger Österreich | Anja Adamitsch, Anna Billa, Lena Dauböck, Annika Fazokas, Tamara Grascher, Leonie Kutzer, Laura Leitner, Emma Lintner, Marja Linzbichler, Magdalena Luggin, Selma Luggin, Antonia Matzka, Anna Meixner, Laura Nagy, Hanna Obermayr, Vanessa Picka, Theresa Schafzahl, Tamina Schall, Lisa Schröfl, Hanna Schwarzer, Artemis Tekin, Anja Trummer, Charlotte Wittich Cheftrainer: Alexander Bröms      |
| Division-IA-Aufsteiger Dänemark   | Josephine Asperup, Nikita Bergmann, Caroline Bjergstad, Freya Ekberg, Sille Flygenring, Frederikke Foss, Silke Glud, Julie Henriksen, Klara Holm, Nicoline Jensen, Frida Kielstrup, My Lau, Alma Madsen-Mygdal, Emma-Sofie Nordström, Julie Oksbjerg, Maria Peters, Aya Petersen, Olivia Ranum, Silja Rasmussen, Emma Russell, Sofie Skott, Mille Sørensen, Sarah Stauning Cheftrainer: Björn Edlund |

### Gruppe B in Dumfries, Schottland, Großbritannien
Das Turnier der Gruppe B der Division I wurde vom 9. bis 15. April 2024 im schottischen Dumfries ausgetragen. Die Spiele fanden im 1.000 Zuschauer fassenden Dumfries Ice Bowl statt. Insgesamt besuchten 3.298 Zuschauer die 15 Turnierspiele, was einem Schnitt von 219 pro Partie entspricht.
Das auf zahlreichen Schlüsselpositionen verstärkte italienische Team sicherte sich souverän den Aufstieg in die A-Gruppe und blieb dabei – bei 31 eigenen Treffern – in allen fünf Spielen ohne Gegentor. Zuletzt hatten die Italienerinnen im Jahr 2019 in der Division IA gespielt. Während Vorjahresabsteiger Südkorea keine Rolle im Aufstiegsrennen spielte, entzog sich Aufsteiger Kasachstan dem Wiederabstieg. Den Gang in die Division II musste daher Slowenien antreten, das ebenfalls zuletzt 2019 dort vertreten war.
| 9. April 2025 13:00 Uhr (Ortszeit) | Kasachstan | 4:2 (1:1, 1:0, 2:1) Spielbericht | Südkorea | Ice Bowl, Dumfries Zuschauer: 228 |

| 9. April 2025 16:30 Uhr | Slowenien | 0:12 (0:3, 0:5, 0:4) Spielbericht | Italien | Ice Bowl, Dumfries Zuschauer: 134 |

| 9. April 2025 20:00 Uhr | Großbritannien | 0:3 (0:0, 0:2, 0:1) Spielbericht | Lettland | Ice Bowl, Dumfries Zuschauer: 336 |

| 10. April 2025 13:00 Uhr | Italien | 2:0 (1:0, 0:0, 1:0) Spielbericht | Kasachstan | Ice Bowl, Dumfries Zuschauer: 301 |

| 10. April 2025 16:30 Uhr | Lettland | 11:2 (5:0, 3:1, 3:1) Spielbericht | Slowenien | Ice Bowl, Dumfries Zuschauer: 123 |

| 10. April 2025 20:00 Uhr | Südkorea | 3:2 n. V. (0:2, 1:0, 1:0, 1:0) Spielbericht | Großbritannien | Ice Bowl, Dumfries Zuschauer: 352 |

| 12. April 2025 13:00 Uhr | Südkorea | 6:3 (2:1, 2:1, 2:1) Spielbericht | Slowenien | Ice Bowl, Dumfries Zuschauer: 143 |

| 12. April 2025 16:30 Uhr | Lettland | 0:6 (0:2, 0:2, 0:2) Spielbericht | Italien | Ice Bowl, Dumfries Zuschauer: keine Angabe |

| 12. April 2025 20:00 Uhr | Kasachstan | 0:2 (0:1, 0:0, 0:1) Spielbericht | Großbritannien | Ice Bowl, Dumfries Zuschauer: 322 |

| 13. April 2025 13:00 Uhr | Italien | 7:0 (3:0, 3:0, 1:0) Spielbericht | Südkorea | Ice Bowl, Dumfries Zuschauer: 241 |

| 13. April 2025 16:30 Uhr | Lettland | 7:3 (2:0, 1:3, 4:0) Spielbericht | Kasachstan | Ice Bowl, Dumfries Zuschauer: 186 |

| 13. April 2025 20:00 Uhr | Großbritannien | 8:2 (1:0, 3:1, 4:1) Spielbericht | Slowenien | Ice Bowl, Dumfries Zuschauer: 375 |

| 15. April 2025 13:00 Uhr | Slowenien | 1:9 (0:1, 0:5, 1:3) Spielbericht | Kasachstan | Ice Bowl, Dumfries Zuschauer: 130 |

| 15. April 2025 16:30 Uhr | Südkorea | 1:3 (1:1, 0:1, 0:1) Spielbericht | Lettland | Ice Bowl, Dumfries Zuschauer: keine Angabe |

| 15. April 2025 20:00 Uhr | Italien | 4:0 (1:0, 2:0, 1:0) Spielbericht | Großbritannien | Ice Bowl, Dumfries Zuschauer: 427 |

| Pl. |                | Sp | S | OTS | OTN | N | Tore  | Punkte |
| 1.  | Italien        | 5  | 5 | 0   | 0   | 0 | 31:0  | 15     |
| 2.  | Lettland       | 5  | 4 | 0   | 0   | 1 | 24:12 | 12     |
| 3.  | Großbritannien | 5  | 2 | 0   | 1   | 2 | 12:12 | 7      |
| 4.  | Kasachstan     | 5  | 2 | 0   | 0   | 3 | 16:14 | 6      |
| 5.  | Südkorea       | 5  | 1 | 1   | 0   | 3 | 12:19 | 5      |
| 6.  | Slowenien      | 5  | 0 | 0   | 0   | 5 | 08:46 | 0      |

Abkürzungen: Pl. = Platz, Sp = Spiele, S = Siege, OTS = Siege nach Verlängerung (Overtime) oder Penaltyschießen, OTN = Niederlagen nach Verlängerung oder Penaltyschießen, N = Niederlagen

Erläuterungen: Aufsteiger in die Division IA, Absteiger in die Division IIA

#### Division-IB-Siegermannschaft
| Division-IB-Aufsteiger Italien | Aurora Abatangelo, Maddalena Bedont, Elisa Biondi, Eleonora Bonafini, Mia Campo Bagatin, Anna Caumo, Olivia De Ciantis, Kristin Della Rovere, Matilde Fantin, Martina Fedel, Samantha Gius, Kristen Guerriero, Manuela Heidenberger, Nadia Mattivi, Marta Mazzocchi, Greta Niccolai, Margherita Ostoni, Emma Rindone, Rebecca Roccella, Carola Saletta, Franziska Stocker, Kayla Tutino, Amie Varano Cheftrainer: Stéphanie Poirier |

### Auf- und Abstieg
| Absteiger in die Division IA:   | Norwegen, Ungarn     |
| Aufsteiger in die Top-Division: | Österreich, Dänemark |
| Absteiger in die Division IB:   | Niederlande          |
| Aufsteiger in die Division IA:  | Italien              |
| Absteiger in die Division IIA:  | Slowenien            |
| Aufsteiger in die Division IB:  | Spanien              |

## Division II

### Gruppe A in Bytom, Polen
Das Turnier der Gruppe A der Division II wurde vom 7. bis 13. April 2025 im polnischen Bytom ausgetragen. Die Spiele fanden im 3.000 Zuschauer fassenden Lodowisko Pułaskiego statt. Insgesamt besuchten 4.180 Zuschauer die 15 Turnierspiele, was einem Schnitt von 278 pro Partie entspricht.
Durch einen Sieg im abschließenden Spiel gegen Absteiger und Gastgeber Polen sicherte sich die spanische Mannschaft den erstmaligen Aufstieg in die Division I, nachdem die Mannschaft im Jahr 2011 in die Weltmeisterschaft eingestiegen war. Den Abstieg in die B-Gruppe musste nach acht Jahren Zugehörigkeit das mexikanische Team hinnehmen. Ausschlaggebend war dabei die knappe Niederlage gegen Aufsteiger Nordkorea. Aufgrund des direkten Vergleichs hielten die punktgleichen Ostasiatinnen daher die Klasse.
| 7. April 2025 13:00 Uhr (Ortszeit) | Spanien | 2:3 n. P. (0:1, 1:0, 1:1, 0:0, 0:1) Spielbericht | Island | Lodowisko Pułaskiego, Bytom Zuschauer: 150 |

| 7. April 2025 16:30 Uhr | Mexiko | 2:8 (0:2, 1:6, 1:0) Spielbericht | Polen | Lodowisko Pułaskiego, Bytom Zuschauer: 312 |

| 7. April 2025 20:00 Uhr | Nordkorea | 1:2 (0:0, 0:0, 1:2) Spielbericht | Republik China (Taiwan) | Lodowisko Pułaskiego, Bytom Zuschauer: 50 |

| 8. April 2025 13:00 Uhr | Island | 3:2 (1:1, 0:1, 2:0) Spielbericht | Nordkorea | Lodowisko Pułaskiego, Bytom Zuschauer: 110 |

| 8. April 2025 16:30 Uhr | Polen | 9:2 (4:1, 3:0, 2:1) Spielbericht | Republik China (Taiwan) | Lodowisko Pułaskiego, Bytom Zuschauer: 400 |

| 8. April 2025 20:00 Uhr | Spanien | 6:0 (0:0, 3:0, 3:0) Spielbericht | Mexiko | Lodowisko Pułaskiego, Bytom Zuschauer: 80 |

| 10. April 2025 13:00 Uhr | Mexiko | 2:3 n. P. (1:0, 0:1, 1:1, 0:0, 0:1) Spielbericht | Republik China (Taiwan) | Lodowisko Pułaskiego, Bytom Zuschauer: 80 |

| 10. April 2025 16:30 Uhr | Spanien | 4:0 (0:0, 1:0, 3:0) Spielbericht | Nordkorea | Lodowisko Pułaskiego, Bytom Zuschauer: 85 |

| 10. April 2025 20:00 Uhr | Polen | 2:0 (0:0, 0:0, 2:0) Spielbericht | Island | Lodowisko Pułaskiego, Bytom Zuschauer: 650 |

| 12. April 2025 13:00 Uhr | Island | 5:2 (1:0, 4:0, 0:2) Spielbericht | Mexiko | Lodowisko Pułaskiego, Bytom Zuschauer: 60 |

| 12. April 2025 16:30 Uhr | Nordkorea | 0:9 (0:3, 0:4, 0:2) Spielbericht | Polen | Lodowisko Pułaskiego, Bytom Zuschauer: 1.088 |

| 12. April 2025 20:00 Uhr | Republik China (Taiwan) | 1:7 (0:2, 0:3, 1:2) Spielbericht | Spanien | Lodowisko Pułaskiego, Bytom Zuschauer: 63 |

| 13. April 2025 13:00 Uhr | Mexiko | 1:2 n. P. (1:1, 0:0, 0:0, 0:0, 0:1) Spielbericht | Nordkorea | Lodowisko Pułaskiego, Bytom Zuschauer: 53 |

| 13. April 2025 16:30 Uhr | Republik China (Taiwan) | 0:1 (0:0, 0:0, 0:1) Spielbericht | Island | Lodowisko Pułaskiego, Bytom Zuschauer: 57 |

| 13. April 2025 20:00 Uhr | Polen | 2:4 (1:3, 0:1, 1:0) Spielbericht | Spanien | Lodowisko Pułaskiego, Bytom Zuschauer: 942 |

| Pl. |                         | Sp | S | OTS | OTN | N | Tore  | Punkte |
| 1.  | Spanien                 | 5  | 4 | 0   | 1   | 0 | 23:06 | 13     |
| 2.  | Polen                   | 5  | 4 | 0   | 0   | 1 | 30:08 | 12     |
| 3.  | Island                  | 5  | 3 | 1   | 0   | 1 | 12:08 | 11     |
| 4.  | Republik China (Taiwan) | 5  | 1 | 1   | 0   | 3 | 08:20 | 5      |
| 5.  | Nordkorea               | 5  | 0 | 1   | 0   | 4 | 05:19 | 2      |
| 6.  | Mexiko                  | 5  | 0 | 0   | 2   | 3 | 07:24 | 2      |

Abkürzungen: Pl. = Platz, Sp = Spiele, S = Siege, OTS = Siege nach Verlängerung (Overtime) oder Penaltyschießen, OTN = Niederlagen nach Verlängerung oder Penaltyschießen, N = Niederlagen

Erläuterungen: Aufsteiger in die Division IB, Absteiger in die Division IIB

#### Division-IIA-Siegermannschaft
| Division-IIA-Aufsteiger Spanien | Eva Aizpurúa, Elena Álvarez, Valeria Ansoleaga, Iraia Ayestarán, Indira Bosch, Claudia Castellanos, Haizea Fernández, Laura Gil, Nerea Giménez, Paula Giménez, Alba Gonzalo, Carla Iglesias, Cecilia López, Bárbara Marina, Carolina Moreno, Vega Muñoz, Kiera O’Hare, Lidia Romero, Noa Sanz, Sofia Scilipoti, Maria Serna, Victoria Serrano Cheftrainer: Juan Bravo |

### Gruppe B in Dunedin, Neuseeland
Das Turnier der Gruppe B der Division II wurde vom 14. bis 20. April 2025 im neuseeländischen Dunedin ausgetragen. Die Spiele fanden im 1.850 Zuschauer fassenden Dunedin Ice Stadium statt. Insgesamt besuchten 4.015 Zuschauer die 15 Turnierspiele, was einem Schnitt von 267 pro Partie entspricht.
Sechs Jahre nach dem Abstieg in die Gruppe der Division II und fünf Jahre nach dem annullierten Wiederaufstieg durch die COVID-19-Pandemie schafften die australische Mannschaft die Rückkehr in die A-Gruppe. Letztlich ausschlaggebend war dafür der knappe Sieg am Vorschlusstag gegen die gastgebenden Neuseeländerinnen. Dahinter platzierte sich der starke Aufsteiger aus der Ukraine. Den Abstieg musste nach insgesamt zehn Jahren Zugehörigkeit zur Division die Türkei hinnehmen.
| 14. April 2025 13:00 Uhr (Ortszeit) | 14. April 2025 3:00 Uhr (MESZ) | Hongkong | 2:6 (1:1, 1:3, 0:2) Spielbericht | Belgien | Ice Stadium, Dunedin Zuschauer: 25 |

| 14. April 2025 16:30 Uhr | 14. April 2025 6:30 Uhr | Australien | 2:0 (1:0, 0:0, 1:0) Spielbericht | Türkei | Ice Stadium, Dunedin Zuschauer: 30 |

| 14. April 2025 20:00 Uhr | 14. April 2025 10:00 Uhr | Ukraine | 3:4 n. V. (0:1, 1:1, 2:1, 0:1) Spielbericht | Neuseeland | Ice Stadium, Dunedin Zuschauer: 600 |

| 15. April 2025 13:00 Uhr | 15. April 2025 3:00 Uhr | Australien | 8:0 (2:0, 1:0, 5:0) Spielbericht | Hongkong | Ice Stadium, Dunedin Zuschauer: 30 |

| 15. April 2025 16:30 Uhr | 15. April 2025 6:30 Uhr | Türkei | 1:5 (0:2, 0:0, 1:3) Spielbericht | Ukraine | Ice Stadium, Dunedin Zuschauer: 100 |

| 15. April 2025 20:00 Uhr | 15. April 2025 10:00 Uhr | Belgien | 1:3 (0:0, 1:2, 0:1) Spielbericht | Neuseeland | Ice Stadium, Dunedin Zuschauer: 450 |

| 17. April 2025 13:00 Uhr | 17. April 2025 3:00 Uhr | Belgien | 3:4 n. V. (0:0, 2:2, 1:1, 0.1) Spielbericht | Türkei | Ice Stadium, Dunedin Zuschauer: 55 |

| 17. April 2025 16:30 Uhr | 17. April 2025 6:30 Uhr | Australien | 4:1 (1:0, 1:0, 2:1) Spielbericht | Ukraine | Ice Stadium, Dunedin Zuschauer: 250 |

| 17. April 2025 20:00 Uhr | 17. April 2025 10:00 Uhr | Hongkong | 2:4 (2:1, 0:0, 0:3) Spielbericht | Neuseeland | Ice Stadium, Dunedin Zuschauer: 400 |

| 19. April 2025 13:00 Uhr | 19. April 2025 3:00 Uhr | Türkei | 2:4 (2:0, 0:3, 0:1) Spielbericht | Hongkong | Ice Stadium, Dunedin Zuschauer: 75 |

| 19. April 2025 16:30 Uhr | 19. April 2025 6:30 Uhr | Ukraine | 6:1 (2:1, 3:0, 1:0) Spielbericht | Belgien | Ice Stadium, Dunedin Zuschauer: 200 |

| 19. April 2025 20:00 Uhr | 19. April 2025 10:00 Uhr | Neuseeland | 3:4 n. P. (0:0, 1:3, 2:0, 0:0, 0:1) Spielbericht | Australien | Ice Stadium, Dunedin Zuschauer: 1.000 |

| 20. April 2025 13:00 Uhr | 20. April 2025 3:00 Uhr | Hongkong | 2:10 (1:5, 1:2, 0:3) Spielbericht | Ukraine | Ice Stadium, Dunedin Zuschauer: 150 |

| 20. April 2025 16:30 Uhr | 20. April 2025 6:30 Uhr | Belgien | 0:6 (0:2, 0:2, 0:2) Spielbericht | Australien | Ice Stadium, Dunedin Zuschauer: 200 |

| 20. April 2025 20:00 Uhr | 20. April 2025 10:00 Uhr | Neuseeland | 3:2 (0:0, 1:1, 2:1) Spielbericht | Türkei | Ice Stadium, Dunedin Zuschauer: 450 |

| Pl. |            | Sp | S | OTS | OTN | N | Tore  | Punkte |
| 1.  | Australien | 5  | 4 | 1   | 0   | 0 | 24:04 | 14     |
| 2.  | Neuseeland | 5  | 3 | 1   | 1   | 0 | 17:12 | 12     |
| 3.  | Ukraine    | 5  | 3 | 0   | 1   | 1 | 25:12 | 10     |
| 4.  | Belgien    | 5  | 1 | 0   | 1   | 3 | 11:21 | 4      |
| 5.  | Hongkong   | 5  | 1 | 0   | 0   | 4 | 10:30 | 3      |
| 6.  | Türkei     | 5  | 0 | 1   | 0   | 4 | 09:17 | 2      |

Abkürzungen: Pl. = Platz, Sp = Spiele, S = Siege, OTS = Siege nach Verlängerung (Overtime) oder Penaltyschießen, OTN = Niederlagen nach Verlängerung oder Penaltyschießen, N = Niederlagen

Erläuterungen: Aufsteiger in die Division IIA, Absteiger in die Division IIIA

#### Division-IIB-Siegermannschaft
| Division-IIB-Aufsteiger Australien | Ashlie Aparicio, Gabrielle Arps, Alivia del Basso, Ebony Brunt, Stephenie Cochrane, Sharnita Crompton, Sarah Dash, Emily Davis-Tope, Sharna Godfrey, Elana Holub, Christina Julien, Lindsey Kiliwnik, Sasha King, Courtney Mahoney, Kaitlyn Malthaner, Makayla Peers, Marnie Pullin, Katrina Rapchuk, Lily Roberts, Sara Sammons, Kate Tihema, Kirsty Venus Cheftrainer: Marcus Wong |

### Auf- und Abstieg
| Absteiger in die Division IIA:  | Slowenien  |
| Aufsteiger in die Division IB:  | Spanien    |
| Absteiger in die Division IIB:  | Mexiko     |
| Aufsteiger in die Division IIA: | Australien |
| Absteiger in die Division IIIA: | Türkei     |
| Aufsteiger in die Division IIB: | Litauen    |

## Division III

### Gruppe A in Belgrad, Serbien
Das Turnier der Gruppe A der Division III wurde vom 2. bis 8. März 2025 in der serbischen Hauptstadt Belgrad ausgetragen. Die Spiele fanden in der 2.000 Zuschauer fassenden Ledena dvorana Pionir statt. Insgesamt besuchten 2.585 Zuschauern die 15 Turnierspiele, was einem Schnitt von 172 Besuchern pro Partie entspricht.
Bei der erst fünften Teilnahme an den Weltmeisterschaftsturnieren gelang der litauischen Mannschaft der erstmalige Aufstieg in die Division II, der letztlich durch einen knappen Sieg im direkten Duell über Aufsteiger Thailand besiegelt wurde. Ebenso profitierten die Litauerinnen von einer Niederlage der gastgebenden Serbinnen, nachdem alle drei Teams mit neun Punkten in den Schlusstag gegangen waren. Den Abstieg in die B-Gruppe musste Südafrika hinnehmen. Es war damit der zweite Abstieg in Folge.
| 2. März 2025 12:30 Uhr (Ortszeit) | Litauen | 10:3 (3:1, 6:2, 1:0) Spielbericht | Südafrika | Ledena dvorana Pionir, Belgrad Zuschauer: 33 |

| 2. März 2025 16:00 Uhr | Rumänien | 4:3 (0:0, 2:1, 2:2) Spielbericht | Kroatien | Ledena dvorana Pionir, Belgrad Zuschauer: 29 |

| 2. März 2025 19:30 Uhr | Thailand | 3:4 (0:1, 2:2, 1:1) Spielbericht | Serbien | Ledena dvorana Pionir, Belgrad Zuschauer: 536 |

| 3. März 2025 12:30 Uhr | Rumänien | 2:1 (0:1, 1:0, 1:0) Spielbericht | Litauen | Ledena dvorana Pionir, Belgrad Zuschauer: 26 |

| 3. März 2025 16:00 Uhr | Kroatien | 0:3 (0:2, 0:1, 0:0) Spielbericht | Thailand | Ledena dvorana Pionir, Belgrad Zuschauer: 23 |

| 3. März 2025 19:30 Uhr | Südafrika | 3:9 (1:2, 1:4, 1:3) Spielbericht | Serbien | Ledena dvorana Pionir, Belgrad Zuschauer: 176 |

| 5. März 2025 12:30 Uhr | Südafrika | 2:7 (1:1, 0:5, 1:1) Spielbericht | Kroatien | Ledena dvorana Pionir, Belgrad Zuschauer: 34 |

| 5. März 2025 16:00 Uhr | Rumänien | 2:3 (1:2, 1:0, 0:1) Spielbericht | Thailand | Ledena dvorana Pionir, Belgrad Zuschauer: 31 |

| 5. März 2025 19:30 Uhr | Litauen | 3:0 (0:0, 2:0, 1:0) Spielbericht | Serbien | Ledena dvorana Pionir, Belgrad Zuschauer: 476 |

| 6. März 2025 12:30 Uhr | Thailand | 6:1 (2:0, 2:0, 2:1) Spielbericht | Südafrika | Ledena dvorana Pionir, Belgrad Zuschauer: 17 |

| 6. März 2025 16:00 Uhr | Kroatien | 2:4 (2:3, 0:1, 0:0) Spielbericht | Litauen | Ledena dvorana Pionir, Belgrad Zuschauer: 37 |

| 6. März 2025 19:30 Uhr | Serbien | 2:0 (0:0, 1:0, 1:0) Spielbericht | Rumänien | Ledena dvorana Pionir, Belgrad Zuschauer: 367 |

| 8. März 2025 12:30 Uhr | Litauen | 2:1 n. V. (0:1, 0:0, 1:0, 1:0) Spielbericht | Thailand | Ledena dvorana Pionir, Belgrad Zuschauer: 29 |

| 8. März 2025 16:00 Uhr | Südafrika | 2:11 (1:3, 0:3, 1:5) Spielbericht | Rumänien | Ledena dvorana Pionir, Belgrad Zuschauer: 37 |

| 8. März 2025 19:30 Uhr | Serbien | 0:1 (0:0, 0:0, 0:1) Spielbericht | Kroatien | Ledena dvorana Pionir, Belgrad Zuschauer: 734 |

| Pl. |           | Sp | S | OTS | OTN | N | Tore  | Punkte |
| 1.  | Litauen   | 5  | 3 | 1   | 0   | 1 | 20:08 | 11     |
| 2.  | Thailand  | 5  | 3 | 0   | 1   | 1 | 16:09 | 10     |
| 3.  | Serbien   | 5  | 3 | 0   | 0   | 2 | 15:10 | 9      |
| 4.  | Rumänien  | 5  | 3 | 0   | 0   | 2 | 19:11 | 9      |
| 5.  | Kroatien  | 5  | 2 | 0   | 0   | 3 | 13:13 | 6      |
| 6.  | Südafrika | 5  | 0 | 0   | 0   | 5 | 11:43 | 0      |

Abkürzungen: Pl. = Platz, Sp = Spiele, S = Siege, OTS = Siege nach Verlängerung (Overtime) oder Penaltyschießen, OTN = Niederlagen nach Verlängerung oder Penaltyschießen, N = Niederlagen

Erläuterungen: Aufsteiger in die Division IIB, Absteiger in die Division IIIB

#### Division-IIIA-Siegermannschaft
| Division-IIIA-Aufsteiger Litauen | Viltę Beličenkaitę, Nomeda Burneikaitė, Dominyka Butkina, Milėja Girkontaitė, Gabija Griniūtė, Gabija Jaroševičiūtė, Viltautė Jasinevičiūtė, Daiva Jatkevičienė, Ana Kondratjeva, Marija Kukanova, Klara Miuller, Elzė Orvidė, Gabija Petrauskaitė, Aušrinė Rakauskaitė, Eglė Rastenytė, Austėja Skripkauskaitė, Emilija Tučiūtė, Greta Vincaitytė, Agnė Vyšniauskaitė, Sabina Zakharchenko Cheftrainer: Mauras Baltrukonis |

### Gruppe B in Sarajevo, Bosnien und Herzegowina
Das Turnier der Gruppe B der Division III wurde vom 13. bis 18. Februar 2025 in der bosnisch-herzegowinischen Hauptstadt Sarajevo ausgetragen. Die Spiele fanden in der 5.616 Zuschauer fassenden Dvorana Mirza Delibašić statt. Insgesamt besuchten 3.549 Zuschauer die zehn Turnierspiele, was einem Schnitt von 354 pro Partie entspricht.
Nach dem Abstieg im Vorjahr gelang der bulgarischen Nationalmannschaft der sofortige Wiederaufstieg in die Gruppe A der Division III. Die erst 19-jährige Bulgarin Marija Runewska wurde als Topscorerin und beste Stürmerin ausgezeichnet.
| 13. Februar 2025 15:00 Uhr (Ortszeit) | Bulgarien | 5:2 (1:0, 2:1, 2:1) Spielbericht | Israel | Dvorana Mirza Delibašić, Sarajevo Zuschauer: 23 |

| 13. Februar 2025 19:00 Uhr | Bosnien und Herzegowina | 2:4 (1:1, 1:2, 0:1) Spielbericht | Estland | Dvorana Mirza Delibašić, Sarajevo Zuschauer: 113 |

| 14. Februar 2025 19:00 Uhr | Singapur | 1:9 (0:4, 0:1, 1:4) Spielbericht | Bosnien und Herzegowina | Dvorana Mirza Delibašić, Sarajevo Zuschauer: 149 |

| 15. Februar 2025 15:00 Uhr | Estland | 2:3 n. V. (1:1, 1:1, 0:0, 0:1) Spielbericht | Singapur | Dvorana Mirza Delibašić, Sarajevo Zuschauer: 14 |

| 15. Februar 2025 19:00 Uhr | Singapur | 0:6 (0:2, 0:1, 0:3) Spielbericht | Bulgarien | Dvorana Mirza Delibašić, Sarajevo Zuschauer: 29 |

| 16. Februar 2025 19:00 Uhr | Bosnien und Herzegowina | 4:3 n. V. (1:3, 1:0, 1:0, 1:0) Spielbericht | Bulgarien | Dvorana Mirza Delibašić, Sarajevo Zuschauer: 176 |

| 17. Februar 2025 15:00 Uhr | Estland | 2:1 (1:0, 0:1, 1:0) Spielbericht | Singapur | Dvorana Mirza Delibašić, Sarajevo Zuschauer: 7 |

| 17. Februar 2025 19:00 Uhr | Israel | 6:1 (1:1, 1:0, 4:0) Spielbericht | Bosnien und Herzegowina | Dvorana Mirza Delibašić, Sarajevo Zuschauer: 132 |

| 18. Februar 2025 15:00 Uhr | Bulgarien | 5:3 (1:1, 1:2, 3:0) Spielbericht | Estland | Dvorana Mirza Delibašić, Sarajevo Zuschauer: 35 |

| 18. Februar 2025 19:00 Uhr | Israel | 6:2 (3:1, 1:0, 2:1) Spielbericht | Singapur | Dvorana Mirza Delibašić, Sarajevo Zuschauer: 15 |

| Pl. |                         | Sp | S | OTS | OTN | N | Tore  | Punkte |
| 1.  | Bulgarien               | 4  | 3 | 0   | 1   | 0 | 19:09 | 10     |
| 2.  | Israel                  | 4  | 2 | 1   | 0   | 1 | 17:10 | 8      |
| 3.  | Estland                 | 4  | 2 | 0   | 1   | 1 | 11:11 | 7      |
| 4.  | Bosnien und Herzegowina | 4  | 1 | 1   | 0   | 2 | 16:14 | 5      |
| 5.  | Singapur                | 4  | 0 | 0   | 0   | 4 | 04:23 | 0      |

Abkürzungen: Pl. = Platz, Sp = Spiele, S = Siege, OTS = Siege nach Verlängerung (Overtime) oder Penaltyschießen, OTN = Niederlagen nach Verlängerung oder Penaltyschießen, N = Niederlagen

Erläuterungen: Aufsteiger in die Division IIIA

#### Division-IIIB-Siegermannschaft
| Division-IIIB-Aufsteiger Bulgarien | Stefani Bajkuschewa, Zornica Dikowa, Angelina Dimowa, Kalina Dimowa, Maja Georgijewa, Wanesa Georgijewa, Lena Iwanowa, Karina Kosarowa, Kalina Litschewa, Monika Nedjalkowa, Albena Pawlowa, Emanuela Petkowa, Polija Petrowa, Marija Runewska, Martina Slatewa, Jana Spasowa, Stefani Stojanowa, Sewgjul Tschoban Cheftrainer: Borislaw Blagojew |

### Auf- und Abstieg
| Absteiger in die Division IIIA:  | Türkei    |
| Aufsteiger in die Division IIB:  | Litauen   |
| Absteiger in die Division IIIB:  | Südafrika |
| Aufsteiger in die Division IIIA: | Bulgarien |